# Kentucky Speedway

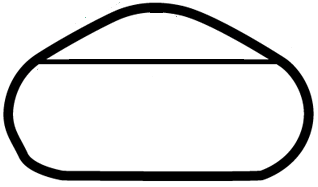
Kentucky Speedway.

De Kentucky Speedway is een racecircuit gelegen in de Amerikaanse stad Sparta in de staat Kentucky. Het is een ovaal circuit dat in 2000 in gebruik werd genomen. Het circuit heeft een lengte van 1,5 mijl (2,4 km). Er worden onder meer races gehouden uit de NASCAR Sprint Cup en de IndyCar Series. In 2008 werd Speedway Motorsports, een organisatie die racecircuits runt, eigenaar van het circuit. Dit bedrijf is onder meer ook eigenaar van de Infineon Raceway en de Texas Motor Speedway.
Het snelheidsrecord op het circuit staat op naam van Sarah Fisher, die in het IndyCar Series seizoen van 2002 een kwalificatieronde reed met een snelheid van 356,29 km/h en daarmee op poleposition stond op racedag.
Vanaf 2011 wordt er op het circuit een race gehouden uit de NASCAR Sprint Cup onder de naam Quaker State 400.

## Winnaars op het circuit
Winnaars op het circuit voor een race uit de IndyCar Series.
| Jaar | Rijder            |
| ---- | ----------------- |
| 2000 | Buddy Lazier      |
| 2001 | Buddy Lazier      |
| 2002 | Felipe Giaffone   |
| 2003 | Sam Hornish Jr.   |
| 2004 | Adrián Fernández  |
| 2005 | Scott Sharp       |
| 2006 | Sam Hornish Jr.   |
| 2007 | Tony Kanaan       |
| 2008 | Scott Dixon       |
| 2009 | Ryan Briscoe      |
| 2010 | Hélio Castroneves |
| 2011 | Ed Carpenter      |